# Frédérick Bousquet
Pour les articles homonymes, voir Bousquet.
Frédérick Bousquet, aussi appelé Fred Bousquet, né le 8 avril 1981 à Perpignan, est un nageur français dont la carrière est essentiellement associée aux années 2000, spécialiste des épreuves de sprint en nage libre et en papillon. Il détenait jusqu'en décembre 2009 le record du monde du 50 m nage libre en grand bassin en 20,94 secondes, premier temps de l'histoire sous les 21 secondes, réalisé en avril 2009. Vice-champion olympique en 2008, il possède l'un des plus grands palmarès de la natation française et européenne.

## Biographie

### Carrière sportive
Ancien nageur du CS Clichy 92, Frédérick Bousquet a été ensuite licencié au Cercle des nageurs de Marseille, bien qu'il s'entraînait la majeure partie du temps aux États-Unis, à Auburn (Alabama), où il a suivi une partie de ses études à partir de 2003. Il y représentait le club de l'Université d'Auburn, les Tigers.

#### Enfance
Enfant, Frédérick Bousquet était passionné de football. « Gamin, je passais mon temps la balle au pied. Je voulais devenir footballeur. Chez moi, y avait des ballons partout. Je dormais même avec ! Mais entre 12 et 13 ans, j’ai fait une poussée de croissance, mes os n’ont pas suivi : dès que je me prenais un coup, ça faisait une fracture. Au bout d’une année dans le plâtre, les médecins m’ont interdit le foot. J’étais en pleurs. Comme sport, ils m’ont laissé le choix entre la danse – inconcevable – et la natation. Je n’aimais pas trop le contact avec l’eau, mais je gagnais les courses. C’est le goût de la victoire qui m’a donné celui de nager », confie-t-il au mensuel Phosphore.

#### 1995-1999: premiers pas dans la natation
Originaire de Perpignan, Frédérick Bousquet commence à nager sur le tard. En effet, c'est à partir de 14 ans qu'il signe sa première licence au club de Canet 66 natation. Jeune nageur puissant, Bousquet se spécialise peu à peu dans les épreuves de sprint nage libre.
Après quatre ans de progression à Canet-en-Roussillon, Bousquet décide de quitter les Pyrénées-Orientales pour les Alpes-Maritimes en signant au Cercle des nageurs d'Antibes, un club réputé qui entraine notamment le papillonneur médaillé olympique de Barcelone Franck Esposito.

#### 2000: première médaille européenne et première expérience olympique
En juin 2000, peu avant les Jeux olympiques de Sydney (Australie), il participe à sa première compétition avec l'équipe de France A lors des Championnats d'Europe durant lesquels il remporte sa première médaille européenne avec le relais 4 × 100 mètres nage libre accompagné de Romain Barnier, Nicolas Kintz et Hugo Viart. Il bat aussi durant ces championnats son record personnel sur 100 mètres nage libre (50 s 43 en séries) bien qu'il ne passe pas les demi-finales.
Il participe un mois plus tard à ses premiers Jeux olympiques en tant que membre du relais 4 × 100 mètres nage libre français. Qualifié en finale, le relais termine à la 7e place qui est aussi celle du relais 4 × 100 m quatre nages.

#### 2001-2002: Années de transition et départ vers Auburn
Durant les deux années qui suivirent, Bousquet nage peu et ne progresse pas sur le plan chronométrique bien que faisant toujours partie des meilleurs sprinters français comme l'attestent ses places d'honneurs durant les Championnats de France de natation 2001 et 2002.
Frédérick part à l'été 2002 à Auburn aux États-Unis, pour s’entraîner au sein de l’équipe universitaire des Tigers, comprenant une soixantaine de nageurs dont certains de niveau mondial. Il y prépare un bachelor en Business International. Aux États-Unis, il découvre un engouement pour le sport universitaire qui demeurait encore alors étranger à la France et des installations de haut niveau qui lui permettront à terme de progresser. Il décide aussi de changer de licence en France en quittant Antibes pour le CS Clichy 92.

#### 2003: triple couronne aux championnats de France et performance exceptionnelle aux mondiaux
L'année 2003 est l'année de sa révélation tant sur le plan national qu'international. Aux Championnats de France de Saint-Étienne, il remporte en effet trois titres individuels dont le doublé 50-100 mètres nage libre en battant ses records personnels sur les deux distances (22 s 56 sur 50 mètres et 49 s 27 sur 100 mètres).
De même, il se distingue lors des Championnats du monde de Barcelone (Espagne), en finale du relais 4 × 100 mètres nage libre, lorsqu'il prend le dernier relais, le quatuor français composé outre Bousquet de Romain Barnier, Fabien Gilot et Julien Sicot est alors septième à près d'une seconde et demie du podium. Bousquet parvient à ramener son équipe sur le podium grâce à un aller-retour nagé en 47 s 03, un temps qui constitue alors le deuxième chrono de l'histoire sur un 100 mètres lancé (en 2001, Pieter van den Hoogenband a réalisé 47 s 02 secondes lors des Mondiaux de Fukuoka). 
Une performance qui le place parmi les principaux outsiders du 100 mètres nage libre qui a lieu deux jours plus tard. Bousquet passe les séries et demi-finales et se qualifie sans réel accroc pour la finale avec le 7e temps. Cependant très attendu le lendemain en finale, il subit trop la pression et ne parvient pas à confirmer les espoirs entrevus lors du relais en terminant 6e en 49 s 30 loin de celui qui fut son idole de jeunesse Alexander Popov vainqueur en 48 s 42. Engagé sur 50 mètres nage libre en fin de compétition, il ne parvient pas à passer les demi-finales malgré un nouveau record personnel en 22 s 47.

#### 2004: la confirmation
L'année 2004 commence bien puisqu'il bat le premier record du monde de sa carrière lors des Championnats NCAA. Sur 50 m nage libre en petit bassin, il réalise en effet un temps de 21 s 10 secondes, trois centièmes de secondes de mieux que l'ancien temps de référence du Britannique Mark Foster. Pourtant, lors des Jeux olympiques d'été de 2004, il est éliminé en demi-finale du 100 m nage libre, réalisant le dixième temps à 4 centièmes du huitième temps qualificatif pour la finale. Il s'empare malgré tout à cette occasion du record de France détenu par Stéphan Caron depuis 1991. Le relais 4 × 100 m nage libre français atteint la finale mais ne réédite pas sa performance des Mondiaux 2003. Le quatuor termine en effet septième et Bousquet, dernier relayeur, est à plus d'une seconde de son meilleur temps sur l'exercice. La fin de l'année est bien meilleure pour le nageur puisqu'il obtient ses deux premiers titres internationaux lors des Championnats d'Europe en petit bassin, sur 100 m et avec le relais 4 × 50 m. De même, quelques mois plus tard, lors des Championnats NCAA, il devient le premier nageur à passer sous les 19 secondes sur 50 yards nage libre.

#### 2006: année sans titre
En 2006, il connaît plusieurs déconvenues lors des Championnats d'Europe de Budapest en Hongrie. Meilleur temps des demi-finales du 50 m nage libre, il termine en effet au pied du podium en finale ; une performance rééditée sur 100 m malgré le deuxième temps des demi-finales.

#### 2007: le relais en bronze
En 2007, il retrouve le podium planétaire lors des Mondiaux de Melbourne où la France remporte la médaille de bronze du relais 4 × 100 m nage libre.

#### 2008: consécration olympique

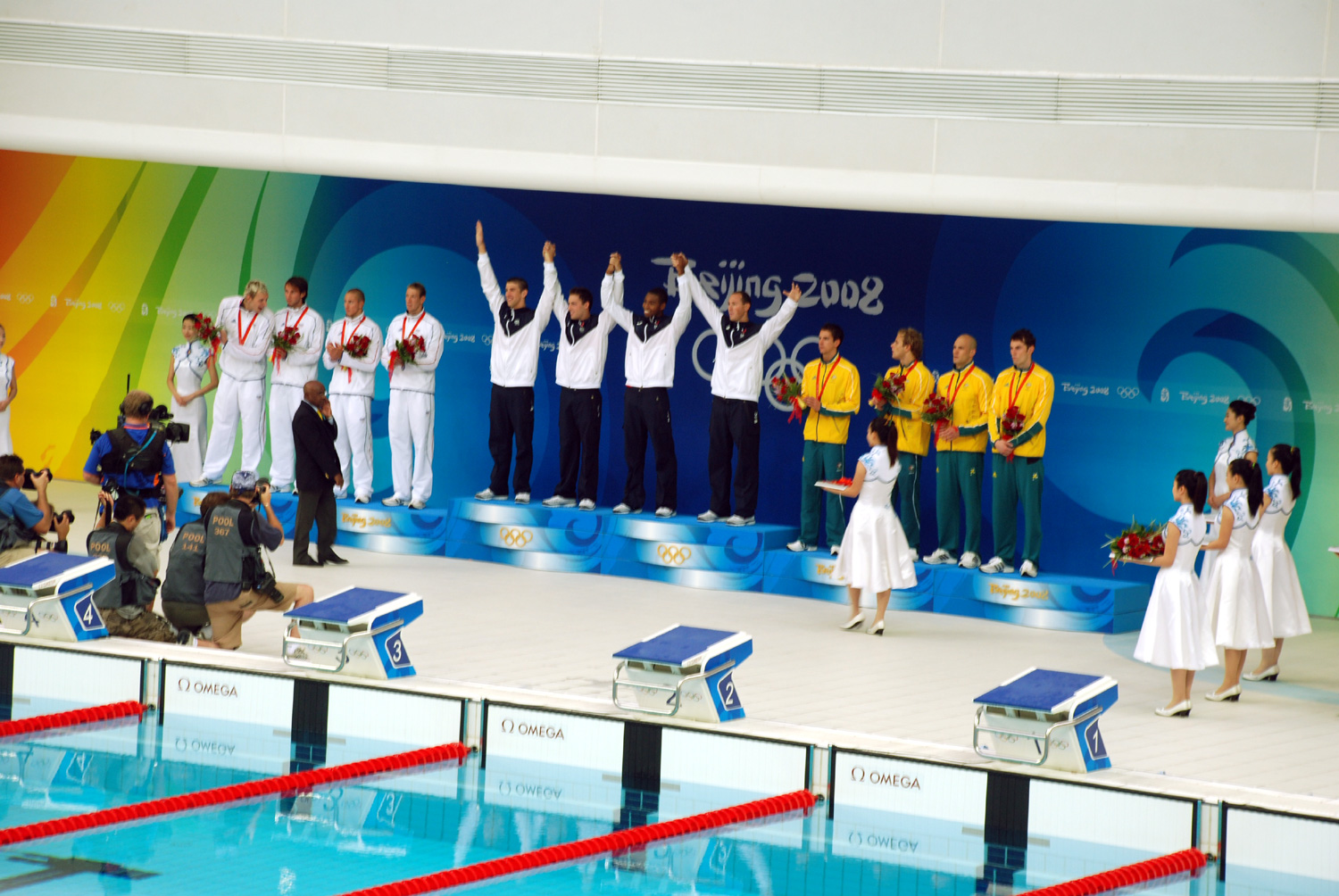
Podium du relais 4 × 100 m nage libre des Jeux olympiques de 2008, une épreuve remportée de huit centièmes de secondes par le relais américain sur son homologue français (11 août 2008 à Pékin).

En 2008 ont lieu les Jeux olympiques d'été de 2008 organisés à Pékin en Chine. Pour y participer individuellement, il est indispensable de prendre l'une des deux premières places des Championnats de France 2008 tout en réalisant les minimas. Bousquet termine deux fois troisième sur 50 et 100 m nage libre mais obtient son billet par le biais du relais 4 × 100 m nage libre. Il se qualifie néanmoins dans une épreuve individuelle sur 100 m papillon. Peu de temps avant les Jeux, lors de l'Open de Paris, le relais 4 × 100 m nage libre français composé de Bousquet, Alain Bernard, Amaury Leveaux et Fabien Gilot bat le record d'Europe, confirmant ainsi les performances individuelles de ses membres.
Lors des Jeux, le relais 4 × 100 m est organisé dès la première journée de compétition au sein du « Cube d'eau ». Les relais américain et français, meilleurs temps des séries, sont favoris. En finale, Bousquet, lancé en deuxième position après deux relais, reprend la première position à l'Américain Cullen Jones en réalisant provisoirement le meilleur relais lancé de l'histoire en 46 s 63. Au passage de relais pour Alain Bernard, Bousquet et le relais français comptent près de 7 dixièmes de secondes d'avance sur leurs concurrents américains. Toutefois, Jason Lezak refait son retard sur Bernard lors de l'ultime longueur de bassin et devance finalement l'équipe de France de 8 centièmes de seconde. Le relais français obtient donc la médaille d'argent. Plus tard, sur 100 m papillon, malgré la troisième performance mondiale de l'année en 51 secondes et 5 dixièmes, Frédérick Bousquet est sorti en demi-finale.
À la fin de l'année, il participe à deux records du monde réalisés par des relais français en petit bassin : le 4 × 50 m nage libre lors des Championnats d'Europe à Rijeka et le 4 × 100 m nage libre lors des Championnats de France interclubs avec ses coéquipiers du CN Marseille.

#### 2009: record du monde et controverses

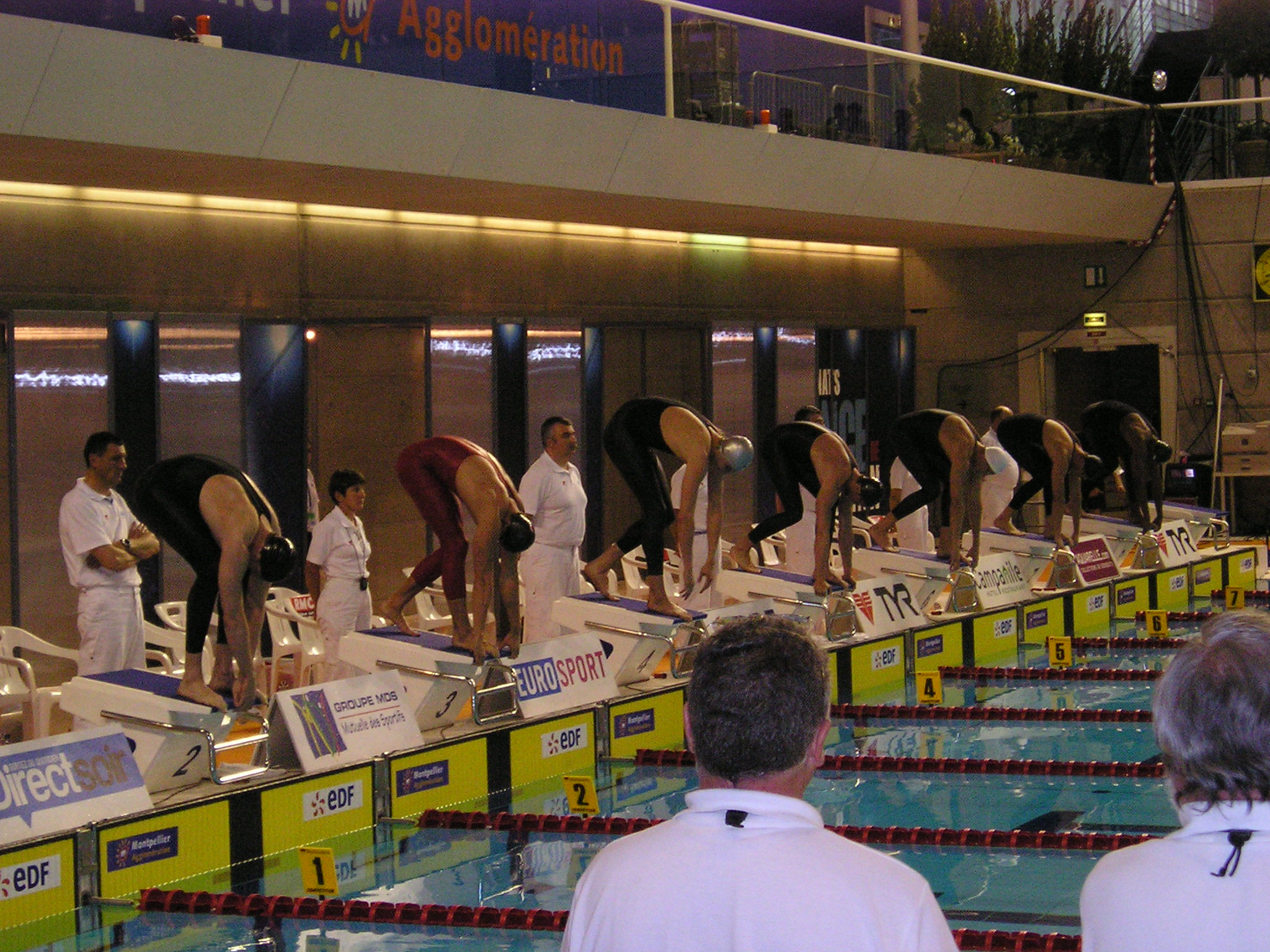
Frédérick Bousquet (en combinaison rouge, ligne d'eau numéro 3) au départ de la finale du 50 m nage libre des championnats de France le 26 avril 2009. Il remporte la course en réalisant un nouveau record du monde en 20 secondes et 94 centièmes.

L'année 2009 est marquée par la controverse sur l'utilisation de combinaisons de natation entièrement conçues en polyuréthane. Les critiques se cristallisent autour de la marque italienne Jaked. Frédérick Bousquet utilise une tenue de ce type lors des Championnats de France disputés en avril à Montpellier, lesquels sont sélectifs pour les Championnats du monde prévus à Rome trois mois plus tard. Sur 100 mètres nage libre, il surprend le champion olympique et nouveau détenteur du record du monde — en 46,94 secondes — Alain Bernard, et améliore son record personnel en 47,15 secondes, troisième performance chronométrique de l'histoire. Bousquet, dont le record personnel est pointé à 21,44 secondes, remporte plus tard la finale du 50 m nage libre en battant le record du monde de l'Australien Eamon Sullivan, en 20,94 secondes. Il devient à cette occasion le premier nageur à descendre sous les 21 secondes sur la distance. La validation de ce record du monde reste longtemps en suspens en raison des débats sur l'homologation des combinaisons. Ce doublé le qualifie dans les épreuves individuelles programmées lors des Mondiaux fin juillet alors que son record est finalement validé par la FINA.
Peu de temps avant ces championnats, il signe un contrat de partenariat avec l'équipementier japonais Mizuno.

#### 2010: suspension
Le 20 septembre 2010, il se fait suspendre deux mois par la commission antidopage de la fédération française de natation, pour avoir été contrôlé positif à l'heptaminol, un produit stimulant. Le nageur parle de « négligence », faisant référence à une notice d'un médicament non lue.

#### 2011: déconvenue aux mondiaux de Shanghai
En juillet 2011, aux Championnats du monde de natation 2011 à Shanghai, Bousquet échoue au pied du podium sur 50 m papillon en 23 s 38 à 3 centièmes de la médaille de bronze,. Le 29 juillet, il échoue en séries du 50 mètres nage libre alors qu'il détenait la 2e référence mondiale de l'année sur la distance et avait été médaillé lors de la dernière édition. Cela constitue une vive déception chez le Catalan qui regrette d'avoir trop voulu gérer son effort.

### Vie extra-sportive
Il obtient en 2014 un master professionnel (M2) en management du sport à l'Université d'Aix-Marseille, sous la direction de Pierre Pantin.
Il a une fille Manon, née le 2 avril 2010 de sa relation avec Laure Manaudou.
En 2014, il est élu sur la liste de Jean-Claude Gaudin aux élections municipales de 2014 à Marseille qui « a remplacé la pénurie de piscines à Marseille par un champion olympique » selon l'opposant Patrick Menucci. Quelque temps avant l'élection municipale et dans l'attente d'un nouveau maire, il est pressenti le 27 janvier 2020 pour être le suppléant de Jean-Claude Gaudin à la SPLA-IN  – société publique chargée d'éradiquer l'habitat indigne  – quand Marsactu, Médiapart, La Marseillaise et Le Ravi révèlent qu'il a réalisé 114 500 euros de plus-value en achetant et revendant un immeuble en péril,, à une société liée à la ville de Marseille. Face au scandale naissant, il est aussitôt remplacé par une maire d’arrondissement.
Après avoir participé à l'émission Fort Boyard, il joue le rôle d'un maître de la cage dans la même émission en 2015 et 2016.

### Reconversion
En 2014, il est consultant pour France Télévisions. Il commente les Championnats d'Europe de natation 2014 avec Alexandre Boyon, Roxana Maracineanu et Nelson Monfort. Il remplace à ce poste Michel Rousseau.
En 2015, il est consultant pour Canal+. Il commente les Championnats du monde de natation 2015 avec Clément Lefert sur Canal+Sport.
Il devient un investisseur dans des opérations immobilières à l'éthique parfois discutable.
Depuis 2015, Frédérick est le parrain de l'Association Humanitaire Graines de Joie et œuvre en faveur de l'enfance en péril de par le monde.

### Palmarès

#### Jeux olympiques
| Discipline / Année     | Sydney 2000      | Athènes 2004                | Pékin 2008                 | Londres 2012 | Rio 2016          |
| 50 m nage libre        | -                | 12e des 1/2 finales 22 s 29 | -                          | -            | série 25e 22 s 27 |
| 100 m nage libre       | -                | 10e des 1/2 finales 49 s 25 | -                          | -            | -                 |
| 100 m papillon         | -                | série                       | 16e des 1/2 finale 52 s 94 | -            | -                 |
| 4 × 100 m nage libre   | 7e 3 min 21 s 00 | 7e 3 min 16 s 23            | Argent 3 min 08 s 32       | -            | -                 |
| 4 × 100 m quatre nages | -                | 5e 3 min 36 s 57            | -                          | -            | -                 |

#### Championnats du monde

##### En grand bassin
| Discipline / Année          | Barcelone 2003       | Montréal 2005    | Melbourne 2007       | Rome 2009            | Shanghai 2011 | Barcelone 2013 |
| 50 m nage libre             | 1/2 finale           | 7e 22 s 24       | 1/2 finale           | Argent 21 s 21       | Séries        | 8e 21 s 93     |
| 100 m nage libre            | 6e 49 s 30           | 1/2 finale       | Séries               | Bronze 47 s 25       | -             |                |
| 50 m papillon               | -                    | 1/2 finale       | Séries               | -                    | 4e 23 s 38    | Bronze 23 s 11 |
| Relais 4 × 100 m nage libre | Bronze 3 min 15 s 66 | 5e 3 min 37 s 60 | Bronze 3 min 14 s 68 | Bronze 3 min 09 s 89 | -             |                |
| Relais 4 × 100 m 4 nages    | 4e 3 min 36 s 39     | -                | -                    | -                    | -             |                |

##### En petit bassin
- Championnats du monde 2010 à Dubaï (Émirats arabes unis)
  -  Médaille d'or du relais 4 × 100 m nage libre
  -  Médaille d'argent du 50 m nage libre

#### Championnats d'Europe

##### En grand bassin
| Discipline / Année         | Helsinki 2000        | Berlin 2002 | Madrid 2004 | Budapest 2006    | Eindhoven 2008 | Budapest 2010    | Debrecen 2012    | Londres 2016           |
| 50 m nage libre            | Séries               | -           | -           | 4e 22 s 20       | -              | Or 21 s 49       | Or 21 s 80       | 20e des séries 22 s 75 |
| 100 m nage libre           | 1/2 finale           | -           | -           | 4e 48 s 97       | -              | -                |                  | -                      |
| 50 m papillon              | -                    | -           | -           | 5e 23 s 82       | -              | Argent 23 s 41   | Argent 23 s 30   | 6e 23 s 71             |
| 4 × 100 m nage libre       | Bronze 3 min 20 s 37 | -           | -           | -                | -              | -                | Or 3 min 13 s 55 | -                      |
| 4 × 100 m 4 nages          | -                    | -           | -           | 4e 3 min 36 s 98 | -              | Or 3 min 31 s 32 |                  | -                      |
| 4 × 100 m nage libre mixte | -                    | -           | -           | -                | -              | -                | -                | Bronze 3 min 25 s 49   |

##### En petit bassin
- Championnats d'Europe 2004 à Vienne (Autriche) :
  -  Médaille d'or du 100 m nage libre.
  -  Médaille d'or du relais 4 × 50 m nage libre.
- Championnats d'Europe 2005 à Trieste (Italie) :
  -  Médaille d'argent du 50 m nage libre.
  -  Médaille d'argent du relais 4 × 50 m nage libre.
- Championnats d'Europe 2006 à Helsinki (Finlande) :
  -  Médaille d'argent du relais 4 × 50 m nage libre.
- Championnats d'Europe 2008 à Rijeka (Croatie) :
  -  Médaille d'or du relais 4 × 50 m nage libre.
  -  Médaille d'argent du 50 m nage libre.
- Championnats d'Europe 2009 à Istanbul (Turquie) :
  -  Médaille d'or du 50 m nage libre.
  -  Médaille d'or du relais 4 × 50 m nage libre.
  -  Médaille d'argent du 50 m papillon.
  -  Médaille de bronze du relais 4 × 50 m quatre nages.
- Championnats d'Europe 2012 à Chartres (France) :
  -  Médaille de bronze du 50 m nage libre.
  -  Médaille d'argent du 50 m papillon.
  -  Médaille d'or du 4 × 50 m nage libre.
  -  Médaille d'or du 4 × 50 m 4 nages.
  -  Médaille d'or du 4 × 50 m nage libre relais mixte.

#### Jeux méditerranéens
Tunis 2001:
- 2e du 4 × 100 m nage libre (avec Sébastien Lequeux, Hugo Viart, et Nicolas Kintz).

Almería 2005:
- Vainqueur du 50 m papillon (24 s 30).
- Vainqueur du 4 × 100 m nage libre (3 min 20 s 08).

Pescara 2009 (« piscine Naiadi », en combinaison): 
- Vainqueur du 50 m nage libre (devant Alain Bernard).
- Vainqueur du relais 4 × 100 m (devant l'Italie, avec Alain Bernard, William Meynard, et Amaury Leveaux).

#### Championnats de France
| Édition               | Épreuve         | Épreuve          | Épreuve        | Épreuve        | Épreuve              | Épreuve              |
| Édition               | 50 m nage libre | 100 m nage libre | 50 m papillon  | 100 m papillon | 4 × 100 m nage libre | 4 × 100 m 4 nages    |
| Rennes 2000           | 4e 23 s 37      | Argent 50 s 60   | –              | –              | Bronze 3 min 26 s 92 | Or 3 min 43 s 96     |
| Chamalières 2001      | Argent 23 s 23  | Bronze 50 s 77   | –              | –              | Or 3 min 24 s 02     | Or 3 min 44 s 65     |
| Chalon-sur-Saône 2002 | 6e 23 s 40      | –                | Bronze 24 s 93 | –              | Bronze 3 min 25 s 38 | Or 3 min 41 s 28     |
| Saint-Étienne 2003    | Or 22 s 56      | Or 49 s 36       | Or 24 s 14     | Argent 53 s 72 | Or 3 min 21 s 01     | Argent 3 min 43 s 39 |
| Dunkerque 2004        | Bronze 22 s 74  | Or 49 s 39       | Or 23 s 98     | Argent 53 s 35 | Or 3 min 20 s 30     | Argent 3 min 44 s 86 |
| Nancy 2005            | Or 22 s 37      | Or 49 s 06       | Or 24 s 15     | Or 53 s 31     | Or 3 min 20 s 77     | Or 3 min 45 s 23     |
| Tours 2006            | Or 22 s 30      | 4e 50 s 08       | Or 23 s 83     | Argent 53 s 27 | Argent 3 min 22 s 12 | 5e 3 min 48 s 78     |
| Saint-Raphaël 2007    | Bronze 22 s 36  | Bronze 49 s 52   | Or 23 s 95     | Or 53 s 65     | Or 3 min 15 s 54     | Or 3 min 39 s 78     |
| Dunkerque 2008        | Bronze 21 s 72  | Bronze 48 s 71   | –              | Or 51 s 50     | Or 3 min 14 s 81     | Argent 3 min 40 s 93 |
| Montpellier 2009      | Or 20 s 94 – RM | Or 47 s 15       | –              | –              | –                    | –                    |
| Saint-Raphaël 2010    | Or 21 s 71      | 5e 49 s 34       | Or 23 s 58     | Or 53 s 66     | –                    | disq.                |
| Schiltigheim 2011     | Or 21 s 82      | 7e 49 s 59       | Or 23 s 60     | Or 53 s 43     | –                    | Argent 3 min 39 s 63 |
| Dunkerque 2012        | -               | -                | Argent 23 s 70 | -              | –                    | -                    |
| Rennes 2013           | Argent 21 s 73  | -                | Or 23 s 00     | -              | –                    | -                    |

| Édition               | Épreuve         | Épreuve         | Épreuve          | Épreuve          | Épreuve       | Épreuve       | Épreuve        | Épreuve        | Épreuve        | Épreuve        |
| Édition               | 50 m nage libre | 50 m nage libre | 100 m nage libre | 100 m nage libre | 50 m papillon | 50 m papillon | 100 m papillon | 100 m papillon | 200 m papillon | 200 m papillon |
| Chalon-sur-Saône 2005 | Or              | 21 s 47         | Or               | 48 s 11          | Or            | 23 s 45       | Or             | 52 s 31        | –              | –              |
| Istres 2006           | Argent          | 21 s 83         | 6e               | 48 s 59          | –             | –             | Argent         | 53 s 06        | –              | –              |
| Nîmes 2007            | –               | –               | –                | –                | –             | –             | –              | –              | –              | –              |
| Angers 2008           | Or              | 20 s 86         | –                | –                | Argent        | 22 s 63       | –              | –              | –              | –              |
| Chartres 2009         | –               | –               | –                | –                | Or            | 22 s 55       | Or             | 51 s 76        | disq.          |                |
| Chartres 2010         | Or              | 20 s 89         | 4e               | 47 s 50          | Or            | 22 s 85       | Or             | 53 s 66        | –              |                |
| Angers 2011           | –               | –               | –                | –                | –             | –             | –              | –              | –              | –              |
| Angers 2012           | Or              | 22 s 57         | –                | –                | –             | –             | –              | –              | –              | –              |

### Records

#### Records personnels
Ces tableaux détaillent les records personnels de Frédérick Bousquet en grand et petit bassin au 10 février 2013. L'indication RM précise que le record personnel du Français constitue l'actuel record du monde de l'épreuve.
| Épreuve          | Temps   | Compétition                 | Lieu                | Date       |
| 50 m nage libre  | 20 s 94 | Championnats de France 2009 | Montpellier, France | 26/04/2009 |
| 100 m nage libre | 47 s 15 | Championnats de France 2009 | Montpellier, France | 24/04/2009 |
| 50 m papillon    | 22 s 84 | Championnats de France 2009 | Montpellier, France | 22/04/2009 |
| 100 m papillon   | 51 s 50 | Championnats de France 2008 | Dunkerque, France   | 26/04/2008 |

| Épreuve          | Temps   | Compétition                            | Lieu                     | Date       |
| 50 m nage libre  | 20 s 52 | Vladimir Slaniskov's Cup               | Saint-Pétersburg, Russie | 20/12/2009 |
| 100 m nage libre | 45 s 88 | Vladimir Slaniskov's Cup               | Saint-Pétersburg, Russie | 19/12/2009 |
| 50 m papillon    | 22 s 17 | Championnats d'Europe 2009             | Istanbul, Turquie        | 13/12/2009 |
| 100 m papillon   | 50 s 48 | Championnats de France Interclubs 2008 | Istres, France           | 20/12/2008 |

#### Records du monde battus
Ce tableau détaille les deux records du monde individuels battus par Frédérick Bousquet durant sa carrière ; le premier l'a été en petit bassin, le second en grand bassin.
| Épreuve                         | Temps   | Compétition                 | Lieu                 | Date       |
| 50 m nage libre en petit bassin | 21 s 10 | Championnats NCAA 2004      | New York, États-Unis | 25/03/2004 |
| 50 m nage libre en grand bassin | 20 s 94 | Championnats de France 2009 | Montpellier, France  | 26/04/2009 |